# Gary Suter
Gary Lee Suter, född 24 juni 1964 i Madison i Wisconsin, är en amerikansk före detta professionell ishockeyback som hade en lång och framgångsrik karriär i NHL. Bland annat blev han 1986 tilldelad Calder Memorial Trophy som NHL:s bästa nykomling. Tre år senare, 1989, vann han Stanley Cup med Calgary Flames. Suter skadade sig dock i första rundan mot Vancouver Canucks och deltog inte i finalspelet. Suter spelade även för Chicago Blackhawks och San Jose Sharks. 
Totalt blev det 1145 matcher och 845 poäng för Suter i NHL, 203 mål och 642 assist. Suter stod för en hög och stabil poängproduktion och gjorde som bäst 91 poäng säsongen 1987–88 fördelat 21 mål och 70 assist, många av målpassningarna var till Håkan Loob som samma säsong gjorde 50 mål. Suter är trots det kanske mest känd för några fula överfallsartade tacklingar som skadade stjärnor som Wayne Gretzky och Paul Kariya.
Gary Suters bror Robert Suter var också ishockeyspelare och i likhet med Gary back. Robert Suter vann OS-guld med USA i Lake Placid 1980, det så kallade Miracle on Ice. Gary Suters brorson Ryan Suter spelar för Minnesota Wild i NHL, också han som back.

## Statistik

### Klubbkarriär
| 1981–82    | Dubuque Fighting Saints | USHL       | 18   | 3   | 4   | 7   | 32   | —   | —  | —  | —  | —   |
| 1982–83    | Dubuque Fighting Saints | USHL       | 41   | 9   | 30  | 39  | 112  | —   | —  | —  | —  | —   |
| 1983–84    | Wisconsin Badgers       | NCAA       | 35   | 4   | 18  | 22  | 32   | —   | —  | —  | —  | —   |
| 1984–85    | Wisconsin Badgers       | NCAA       | 39   | 12  | 39  | 51  | 110  | —   | —  | —  | —  | —   |
| 1985–86    | Calgary Flames          | NHL        | 80   | 18  | 50  | 68  | 141  | 10  | 2  | 8  | 10 | 8   |
| 1986–87    | Calgary Flames          | NHL        | 68   | 9   | 40  | 49  | 70   | 6   | 0  | 3  | 3  | 10  |
| 1987–88    | Calgary Flames          | NHL        | 75   | 21  | 70  | 91  | 124  | 9   | 1  | 9  | 10 | 6   |
| 1988–89    | Calgary Flames          | NHL        | 63   | 13  | 49  | 62  | 78   | 5   | 0  | 3  | 3  | 10  |
| 1989–90    | Calgary Flames          | NHL        | 76   | 16  | 60  | 76  | 97   | 6   | 0  | 1  | 1  | 14  |
| 1990–91    | Calgary Flames          | NHL        | 79   | 12  | 58  | 70  | 102  | 7   | 1  | 6  | 7  | 12  |
| 1991–92    | Calgary Flames          | NHL        | 70   | 12  | 43  | 55  | 128  | —   | —  | —  | —  | —   |
| 1992–93    | Calgary Flames          | NHL        | 81   | 23  | 58  | 81  | 112  | 6   | 2  | 3  | 5  | 8   |
| 1993–94    | Calgary Flames          | NHL        | 25   | 4   | 9   | 13  | 20   | —   | —  | —  | —  | —   |
| 1993–94    | Chicago Blackhawks      | NHL        | 16   | 2   | 3   | 5   | 18   | 6   | 3  | 5  | 0  | 6   |
| 1994–95    | Chicago Blackhawks      | NHL        | 48   | 10  | 27  | 37  | 42   | 12  | 2  | 5  | 7  | 10  |
| 1995–96    | Chicago Blackhawks      | NHL        | 82   | 20  | 47  | 67  | 80   | 10  | 3  | 3  | 6  | 8   |
| 1996–97    | Chicago Blackhawks      | NHL        | 82   | 7   | 21  | 28  | 70   | 6   | 1  | 4  | 5  | 8   |
| 1997–98    | Chicago Blackhawks      | NHL        | 73   | 14  | 28  | 42  | 74   | —   | —  | —  | —  | —   |
| 1998–99    | San Jose Sharks         | NHL        | 1    | 0   | 0   | 0   | 0    | —   | —  | —  | —  | —   |
| 1999–00    | San Jose Sharks         | NHL        | 76   | 6   | 28  | 34  | 52   | 12  | 2  | 5  | 7  | 12  |
| 2000–01    | San Jose Sharks         | NHL        | 68   | 10  | 24  | 34  | 84   | 1   | 0  | 0  | 0  | 0   |
| 2001–02    | San Jose Sharks         | NHL        | 82   | 6   | 27  | 33  | 57   | 12  | 0  | 4  | 4  | 8   |
| NHL totalt | NHL totalt              | NHL totalt | 1145 | 203 | 642 | 845 | 1349 | 108 | 17 | 56 | 73 | 120 |

### Internationellt
| År            | Lag           | Turnering     | Matcher | Mål | Assist | Poäng | Utv |
| ------------- | ------------- | ------------- | ------- | --- | ------ | ----- | --- |
| 1984          | USA           | JVM           | 7       | 1   | 1      | 2     | 12  |
| 1985          | USA           | VM            | 10      | 1   | 2      | 3     | 22  |
| 1987          | USA           | CC            | 5       | 0   | 3      | 3     | 9   |
| 1991          | USA           | CC            | 8       | 1   | 3      | 4     | 4   |
| 1992          | USA           | VM            | 6       | 0   | 1      | 1     | 6   |
| 1996          | USA           | WC            | 6       | 0   | 2      | 2     | 6   |
| 1998          | USA           | OS            | 4       | 0   | 0      | 0     | 2   |
| 2002          | USA           | OS            | 6       | 0   | 1      | 1     | 4   |
| Senior totalt | Senior totalt | Senior totalt | 45      | 2   | 12     | 14    | 53  |